# 무함마드 이브라힘 엘사이드
무함마드 이브라힘 엘사이드 이브라힘(아랍어: محمد ابراهيم السيد ابراهيم 무함마드 이브라힘 알사이드 이브라힘[*], 1998년 3월 16일~)은 이집트의 레슬링 선수이다. 2020년 하계 올림픽에서 남자 그레코로만형 라이트급 동메달을 획득했다. 